# Ange Leccia

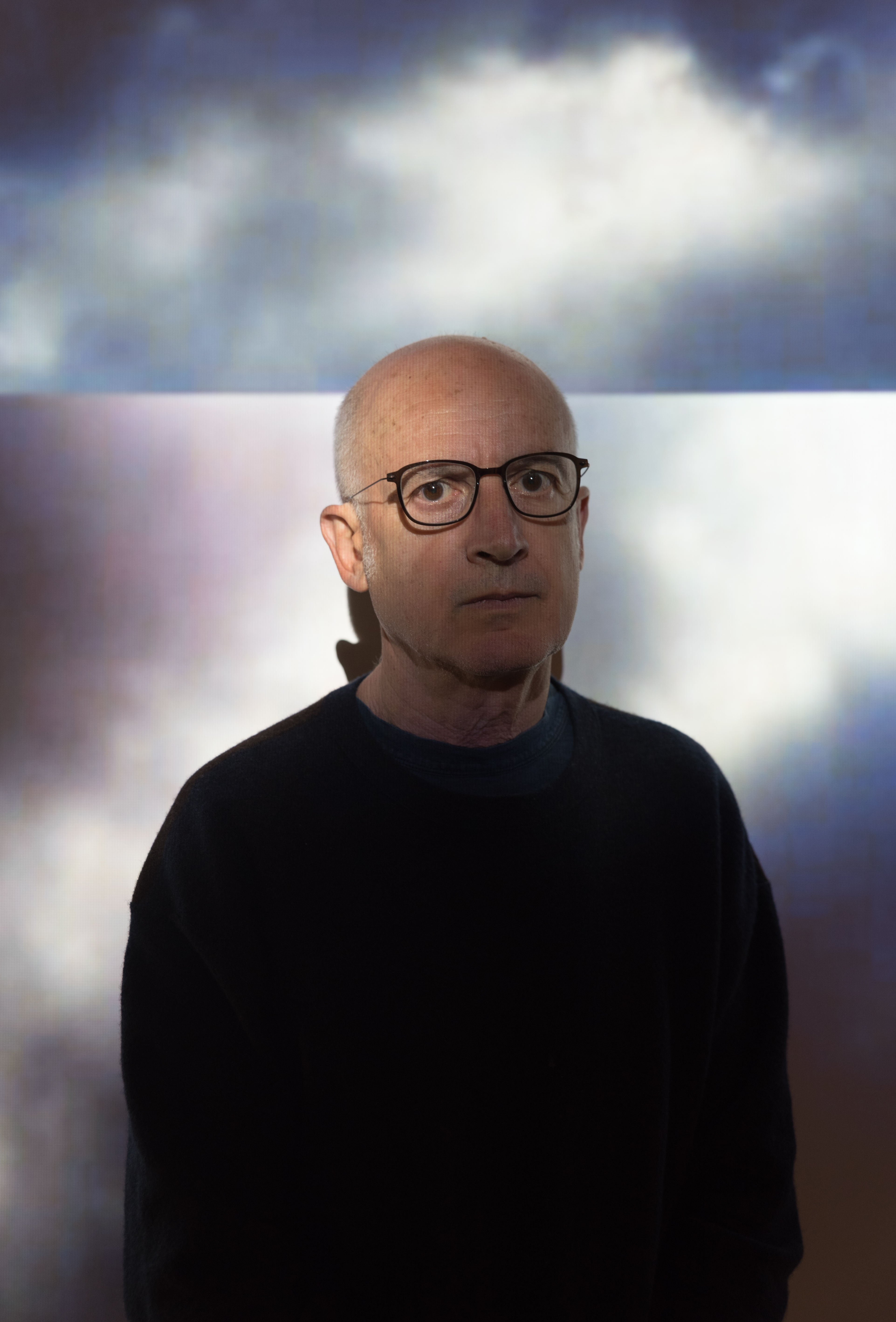
Ange Leccia

Ange Leccia (* 19. April 1952 in Minerviu, Barrettali auf Korsika) ist ein französischer Installationskünstler, Filmregisseur, Drehbuchautor, Fotograf und Maler.

## Leben und Werk
Ange Leccia studierte von 1981 bis 1983 an der Académie de France à Rome, Villa Medici in Rom. 1985 wurde Leccia an die École supérieure d'art de Grenoble berufen. Er lehrt an der École nationale supérieure d'arts de Cergy-Pontoise (ENSAPC) und ist im Palais de Tokyo in Paris tätig.
Leccias erster Film war Stridura (1980). Sein Film Azé, den er 1999 drehte,  veröffentlichte er 2004. Mit der Künstlerin Dominique Gonzalez-Foerster realisierte er die Filme Île de Beauté (1996), Gold (2000), Malus (2001) und Christophe... définitivement (2023). Leccia arbeitete auch mit dem Sänger Christophe und dem Tänzer und Choreografen Merce Cunningham zusammen.
Ange Leccias Werk wurde in international renommierten Museen gezeigt: Solomon R. Guggenheim Museum, Centre Georges Pompidou, City Art Museum à Hiroshima, 42. Biennale di Venezia, documenta 8, Fort von Salses (2015)